# Новий Кеновай
Новий Кенова́й (рос. Новый Кеновай) — присілок в Красногорському районі Удмуртії, Росія.

## Населення
Населення — 1 особа (2010; 2 в 2002).
Національний склад станом на 2002 рік:
- росіяни — 100 %